# 스카버러 암초
스카버러 암초(영어: Scarborough Shoal / Scarborough Reef)는 남중국해에 위치한 암초로, 메이클즈필드 천퇴와 필리핀 루손섬 사이에 위치한다. 중화인민공화국에서는 황옌다오(중국어 간체자: 黄岩岛, 정체자: 黃岩島, 병음: Huángyán Dǎo), 중화민국에서는 민주자오(중국어: 民主礁, 병음: Mínzhǔ Jiāo)라고 부르고 필리핀에서는 파나타그 암초(타갈로그어: Kulumpol ng Panatag)라고 부른다.
암초 이름은 1784년 이 곳 부근에서 난파된 동인도 회사의 차 무역선인 스카버러 호(Scarborough)에서 유래된 이름이다. 중화인민공화국과 중화민국, 필리핀이 영유권을 주장한다.

## 지리
직각삼각형 모양을 띤 산호초이며 수빅 만에서 서쪽으로 198km(100 해리) 정도 떨어진 지점에 위치한다. 주위에 있는 석호를 포함한 전체 면적은 150km2이며 원둘레는 55km, 수심은 약 15m이다. 산호초 남단에 있는 외해의 길이는 400m, 수심은 9 ~ 11m, 수로의 길이는 360 ~ 400m이다.

## 영유권 분쟁
중화인민공화국과 중화민국은 1279년 원나라의 천문학자인 곽수경이 이른바 ‘사해측험’(四海測驗)을 진행하던 당시 이 섬을 남중국해의 측량 지점을 삼았다는 점을 근거로 영유권을 주장한다. 2012년 필리핀과 중화인민공화국 사이에 이 섬을 둘러싼 대치 상황이 고조되었다.
2015년 11월, 필리핀 공군은 한국에서 수입한 FA-50 전투기 2대를 클라크 공군 기지에 배치해 황옌다오 주위의 정찰과 긴급 상황 대처 등에 투입하기 시작했다. 미국 공군이 주둔 중인 클라크 공군 기지는 황옌다오 동쪽 300 km에 위치해 있다. 중국은 한국이 필리핀에 FA-50을 판매하려고 협상할 때 이를 무산시키려고 외교적 압박을 간접적으로 가했다.
2016년 4월 19일, 미국은 필리핀 클라크 공군 기지에 있던 ‘A-10C 선더볼트Ⅱ’ 전투기 4대와 ‘HH-60G’ 헬기 2대를 띄워 황옌다오 인근을 비행케 했다.
2016년 7월, 미국의 해군 전문지 네이비타임스에 따르면 미 해군의 스테덤, 스프루언스, 몸센 구축함이 최근 2주 동안 중국의 인공섬인 남중국해 스카보러 암초(중국명 황옌다오<黃巖島>) 근해의 14∼20해리 이내로 근접 항행해 중국을 견제했다.
2016년 10월 24일, 필리핀 해군이 한국 현대중공업에 대구급 호위함 2척을 주문했다.
2017년 2월, 미국 태평양 해군이 남중국해 황옌다오(黃巖島 스카보러섬) 주변 12해리 내 항행 허가를 미국 국방부에 건의했으나 거절당했다.
2017년 7월 4일, 필리핀 공군에 FA-50PH 12대의 인도를 완료했다. 필리핀 공군 70주년 기념식 겸 FA-50PH 최종호기 인도식에는 두테르테 대통령이 참석했다. 필리핀 공군은 1992년 미 해군이 철수하고 20년간 방치되어 있던 수빅만 미국 해군기지를 재사용, FA-50PH 12대를 배치했다. 추가로 6대를 더 수입할 계획이다. 수빅만 미국 해군기지는 황옌다오 동쪽 270 km 지점에 있다. 황옌다오는 중국 하이난섬에서 동남쪽으로 900 km 떨어져 있다. 한국의 포항에서 독도 까지가 260 km 거리여서, 비슷한 거리에 있다.
2018년 1월 17일, 알레이 버크급 구축함인 호퍼함(DDG-70)이 필리핀 인근 스카버러 섬, 중국명 황옌다오(黃巖島) 인근 12해리(약 22.2km) 안에서 2018년 첫 항행의 자유 작전을 수행했다. 20일 오후 우첸(吳謙) 중국 국방부 대변인은 "17일 지앙카이II급 호위함 황산(黃山)함이 미국 함정(호퍼함)을 식별 조사해 경고 후 쫓아냈다"고 발표했다. 항행의 자유 작전은 2015년 10월 라센함(DDG-82)이 스프래틀리 제도, 중국명 난사(南沙)군도에서 시작한 이후 이번까지 9차례 전개됐다. 국제법상 영해는 12해리이며, 미국이 황옌다오 12해리 이내를 항행한 것은 황옌다오가 중국 영토가 아니라는 선언을 의미한다. 황산함은 한국의 대구급 호위함과 비슷하다.

## 같이 보기
- 필리핀 대 중국